# Curey
Curey est une ancienne commune française du département de la Manche et la région Normandie, associée à Pontorson du 1er janvier 1973 au 31 décembre 2015, puis intégrée définitivement à la commune déléguée de Pontorson.

## Histoire
Guillaume Longue-Épée (c.927-942) donna l'église aux moines du Mont-Saint-Michel. En 1178, une bulle du pape Alexandre III confirme la donation au Mont. Guillaume donna également les deux fiefs de Curey, Forges et Soligny.
Lors de la Révolution, Jacques Pichot, curé et officier public de Curey et Jean Desfeux, curé de Vessey, furent assassinés le 25 germinal an IV (14 avril 1796) au presbytère de Curey par les chouans.
Le dimanche 28 février 1943, un Stirling I R9349 WP-'U' de la RAF se dirigeant sur Saint-Nazaire, touché à 22 heures par la défense antiaérienne, s'est écrasé près de Montanel, ou plus précisément, selon les sources britanniques, dans un champ du Clos-sous-Bois, situé à Carnet, à un kilomètre de Saint-James. Une autre source, française, mentionne le champ de M. Louis Bossard, sis à Sacey. Des sept occupants, deux sergents britanniques de la RAF, J. McGhie et K H. Jackson  ont réussi à sauter en parachute et ont été faits prisonniers. Leurs cinq compagnons, quatre Anglais et un Néo-Zélandais, n'ont pas survécu. Le commandant allemand Arthur Von Pasquali Farawall, chef du district (Kreiskommandant) d'Avranches, a donné l'ordre de leur rendre les honneurs militaires et de les faire enterrer au cimetière d'Avranches, le 2 mars 1943 où leurs tombes ont été fleuries, malgré l'interdiction, pendant toute l'Occupation.
La Commonwealth War Grave Commision  fournit les renseignements suivants sur ces aviateurs :
- sergeant Robert George Frederick Byant, matricule 1334545, navigateur-bombardier ;
- sergeant Leonard Joseph Humphrey, 26 ans, matricule 1395877, mitrailleur ;
- flying Officer Edward (Teddy) Lear, 22 ans, , matricule 126018, navigateur;
- sergeant Ronald Vivian Steven Rooke, 22 ans, matricule 1376950, opérateur-radio/mitrailleur ;
- pilot Officer Vernon Enright Spain, 29 ans, matricule 413499, pilote, Royal New Zealand Air Force ;

Les aviateurs appartenaient au 3e groupe du 90e escadron des volontaires de réserve de la RAF.
Le 1er janvier 2016, Pontorson devient une commune nouvelle avec Macey et Vessey et les communes associées sont supprimées de plein droit.

## Administration
La commune est une des six communes associées à Pontorson depuis le 1er janvier 1973. À ce titre, ses électeurs désignent un conseiller municipal siégeant à titre de maire délégué au sein du conseil municipal de Pontorson.
| Période    | Période       | Identité         | Étiquette | Qualité     |
| ---------- | ------------- | ---------------- | --------- | ----------- |
| 1973       | 1983          | Armand Chauvière |           | Agriculteur |
| 1983       | 2001          | Arsène Lechat    |           |             |
| 2001       | avril 2014    | Louis Trécan     | SE        |             |
| avril 2014 | décembre 2015 | Christophe Ruaux |           |             |

| Période                                  | Période | Identité         | Étiquette | Qualité     |
| ---------------------------------------- | ------- | ---------------- | --------- | ----------- |
| Les données manquantes sont à compléter. |         |                  |           |             |
| 1870                                     | 1888    | Jean Picquerel   |           |             |
| 1888                                     | 1888    | Jean Doré        |           |             |
| 1888                                     | 1908    | Désiré Farcy     |           |             |
| 1908                                     | 1943    | Édouard du Créhu |           |             |
| 1943                                     | 1953    | René Doré        |           |             |
| 1953                                     | 1965    | André Chavois    |           |             |
| 1965                                     | 1973    | Armand Chauvière |           | Agriculteur |

## Démographie
| 1962 | 1968 | 1975 | 1982 | 1990 | 1999 | 2011 |
| ---- | ---- | ---- | ---- | ---- | ---- | ---- |
| 215  | 193  | -    | -    | 168  | 147  | 160  |

## Lieux et monuments
- Église gothique dédiée à saint Martin (XIVe – XIXe siècles)[1]. Elle abrite des pierres tombales datées de 1383, ainsi qu'un bénitier (XVIe), des fonts baptismaux (XVIe), un maître-autel (XVIIIe), un lutrin à bâtière (XIXe), une Vierge à l'Enfant (XVIe), les statues de saint Jean-Baptiste (XVIIe) et de saint Martin (XVIIIe), un tableau (XIXe) représentant le baptême de Jésus inspiré de Pierre Mignard[1].
- Deux croix de chemin (XIXe siècle), croix de cimetière (XVIIe siècle)[1].
- Ferme de Soligny — domaine privé d'origine Xe siècle —[1], avec un portail à deux archivoltes (XVIe) et un colombier avec une bande armoriale.
- Manoir du Coin des Eaux (XIXe siècle)[1].